# Represa de Sobradinho
Represa de Sobradinho är en reservoar i Brasilien.   Den ligger i delstaten Bahia, i den östra delen av landet, 1 000 km nordost om huvudstaden Brasília. Represa de Sobradinho ligger 385 meter över havet.
Runt Represa de Sobradinho är det glesbefolkat, med 8 invånare per kvadratkilometer.